# Cerro del León
Cerro del León je název vulkanického komplexu, tvořeného stratovulkány Cerro del León, Toconse a lávovými dómy Cerro Chillahuita a Chao. Dóm Chao a s ním asociované lávové proudy jsou jedním z největších lávových dómů na světě (objem cca 26 km3). Dacitové lávové proudy dosahují délky 14 km a tloušťky místy až 400 m. Hlavní, 22 km3 objemné extruzi předcházela menší explozivní aktivita pyroklastik, finální stádium představovalo vyvržení menšího objemu ryolitových pyroklastik. Původně byl věk hornin udávaný jako postglaciální, ale novější Ar-Ar datování určuje jejich věk na 100 000 let.